# Подол (Ленинградская область)
Подо́л — деревня в Староладожском сельском поселении Волховского района Ленинградской области.

## История
Впервые упоминается в Писцовой книге Водской пятины 1500 года как деревня Подол в Пречистенском Городенском погосте Ладожского уезда.
Село Подол обозначено карте Санкт-Петербургской губернии 1792 года А. М. Вильбрехта.
На карте Санкт-Петербургской губернии Ф. Ф. Шуберта 1834 года упоминается как деревня Подол (Остуда).

ПОДОЛ — деревня принадлежит полковнице Турчаниновой, число жителей по ревизии: 10 м. п., 13 ж. п. (1838 год)

На карте профессора С. С. Куторги 1852 года она отмечена как деревня Подол (Остуда).

ПОДОЛ — деревня новоладожских мещан, по просёлочной дороге, число дворов — 5, число душ — 9 м. п. (1856 год)

ПОДОЛ — деревня мещанская при реке Волхове, число дворов — 5, число жителей: 11 м. п., 12 ж. п. (1862 год)

Согласно епархиальным сведениям 1899 года деревня относилась к приходу Алексеевской церкви при Успенском женском монастыре (Успения Пресвятой Богородицы) в селе Старая Ладога.
В конце XIX веке деревня административно относилась к Михайловской волости 1-го стана Новоладожского уезда Санкт-Петербургской губернии, в начале XX века — 2-го стана.
По данным «Памятной книжки Санкт-Петербургской губернии» за 1905 год деревня Подол входила в Иваноостровское сельское общество.
Согласно карте Петроградской и Новгородской губерний издания 1915 года деревня называлась Подол (Остуда).
С 1917 по 1919 год деревня входила в состав Михайловской волости Новоладожского уезда.
С 1919 года в составе Иваноостровского сельсовета Октябрьской волости Волховского уезда.
С 1924 года в составе Староладожского сельсовета.
С 1926 года вновь в составе Иваноостровского сельсовета. Согласно данным переписи населения СССР 1926 года в деревне Подол проживали 137 человек — большинство русские, а также эстонцы и латыши.
С 1927 года в составе Волховского района.
С 1928 года вновь в составе Староладожского сельсовета. В 1928 году население деревни также составляло 137 человек.
По данным 1933 года деревня Подол входила в состав Староладожского сельсовета Волховского района.

План деревни Подол. 1941 год

Согласно топографической карте РККА 1941 года деревня насчитывала 19 дворов. 
В 1958 году население деревни составляло 56 человек.
По данным 1966, 1973 и 1990 годов деревня Подол также входила в состав Староладожского сельсовета.
В 1997 году в деревне Подол Староладожской волости проживали 18 человек, в 2002 году — также 18 человек (все русские).
В 2007 году в деревне Подол Староладожского СП — 19 человек.

## География
Деревня расположена в северо-западной части района на автодороге 41А-006 (Зуево — Новая Ладога), к северу от центра поселения, села Старая Ладога.
Расстояние до административного центра поселения — 4 км. Ближайший населённый пункт — деревня Ивановский Остров.
Расстояние до ближайшей железнодорожной станции Волховстрой I — 17 км.
Деревня находится на левом берегу реки Волхов.

## Демография
| 1862 | 2007 | 2010 | 2017 |
| ---- | ---- | ---- | ---- |
| 23   | ↘19  | ↗24  | ↘13  |

### Национальный состав
Согласно данным Всероссийской переписи населения 2021 года в деревне проживали 16 человек, из них русские — 15, украинцы — 1 человек.